# جنیس لارنس براکستون
جنیس لارنس براکستون (انگلیسی: Janice Lawrence Braxton؛ زادهٔ ۷ ژوئن ۱۹۶۲) بازیکن بسکتبال اهل ایالات متحده آمریکا بود.
وی در مسابقات کشوری و بین‌المللی در مجموع برندهٔ ۳ مدال طلا، ۱ مدال نقره شده‌است.